# Heterachne
Heterachne es un género de plantas herbáceas perteneciente a la familia de las poáceas. Es originario del norte de Australia.

## Etimología
El término heterachne deriva de las voces griegas ἕτερος [jéteros] ('diferente, otro') y ἄχνη [ájni] ('cascarilla, raspa, granzas, paja'), refiriéndose a los diferentes lemas: proximales (femeninos fértiles) y distales (estériles). 

## Especies
- Heterachne abortiva
- Heterachne abortivum
- Heterachne baileyi
- Heterachne brownii
- Heterachne gulliveri